# 新闻客观性
新闻客观性指的是在公平、公正、事實和无宗派的原則下報道新聞。客观报道旨在以中立和公正的方式展現事件的來龍去脈，新聞機構只提供事實，讓受众做出自己的評價，而不站在争论的任何一方，也不應該在新聞中摻雜自己的观点。无论他们是否喜欢这些事实。
大多数报纸和电视台都依赖通讯社提供素材，而四大通訊社（法新社、美联社、路透社和埃菲通讯社）都盡量向所有订户提供客观的新闻。
也就是说，他们不为保守派或自由派报纸提供单独的提要。记者Jonathan Fenby解释了这个概念：
为了实现如此广泛的可接受性，这些机构避免了公开的偏袒。明显正确的信息是他们的交易存货。传统上，他们的报道责任较低，将他们的信息归因于发言人、媒体或其他来源。他们避免做出判断，避免怀疑和歧义。尽管他们的创始人没有使用这个词，但客观性是他们企业的哲学基础——如果做不到这一点，那就是被广泛接受的中立。
新闻中的客观性旨在帮助受众对故事做出自己的决定，单独提供事实，然后让受众自己解释这些事实。为了保持新闻的客观性，记者应该呈现事实，无论他们是否喜欢或同意这些事实。客观报道旨在以中立和公正的方式描述问题和事件，无论作者的观点或个人信仰如何。

## 定义
社会学家 Michael Schudson 认为，“对客观性的信仰是对'事实'的信仰，对'价值观'的不信任，以及对它们隔离的承诺”。 客观性还概述了 记者 作为 第四等级 的机构角色，一个独立于政府和大型利益集团而存在的机构。
新闻客观性要求记者不站在争论的任何一方。记者必须只报道事实，而不是个人对事实的态度。虽然客观性是一个复杂而动态的概念，可能指的是多种技术和实践，但它通常指的是“三个不同但相互关联的概念”的概念：真实、中立和超然。
真实性是承诺只报道准确和真实的信息，不歪曲任何事实或细节以改善故事或更好地使问题与任何特定议程保持一致。中立性建议以公正、公正和公正的方式报道故事。在这种观念下，记者不应站在任何相关方一边，而只需提供所有相关的事实和信息。 第三个概念，超然，指的是记者的情感方法。从本质上讲，记者不仅应该以公正的方式处理问题，而且应该以冷静和不带感情的态度处理问题。通过这种策略，故事可以以理性、冷静的方式呈现，让观众不受任何媒体影响而下定决心。

## 历史
新闻业的现代客观性概念在很大程度上要归功于 沃尔特·李普曼 的工作。李普曼是第一个广泛呼吁记者使用科学方法来收集信息的人。李普曼在 黄色新闻 的过度之后呼吁新闻的客观性。他指出，当时的黄报已经达到了他们的目的，但人们需要接收真实的新闻，而不是“浪漫化的版本”。
直到 20 世纪，“客观性”一词才被应用于新闻工作，但到 1890 年代，它已完全成为一种指导原则。迈克尔·舒德森，一些传播学者和历史学家一起访问，他们一致认为，自从现代报纸在1830 年代的杰克逊时代。这些报纸在政治民主化、市场经济扩张以及创业型城市中产阶级日益增长的权威中改变了新闻界。在此之前，美国报纸被期望提出党派观点，而不是中立的观点。
美联社的编辑首先想到了客观性的需求，他们意识到党派之争会缩小他们的潜在市场。他们的目标是覆盖所有报纸，并让各个报纸决定需要哪些倾斜和评论。1856 年，美联社驻华盛顿的负责人 Lawrence Gobright 向国会解释了客观性哲学：
我的工作是传达事实。我的指示不允许我对我所传达的事实发表任何评论。我的快讯被寄给各种政治报纸，编辑们说他们能够对寄给他们的事实发表自己的评论。因此，我把自己局限在我认为合法的新闻上。我不以任何学校的政治家的身份行事，但尽量做到诚实和公正。我的报道只是事实和细节的枯燥问题。
在 20 世纪的第一个十年，事实和价值观之间的尖锐分歧并不常见。然而，Stuart Allan （1997） 指出，在 [[第一次世界大战] ] 期间，学者的宣传运动，以及 “新闻代理人和宣传专家” 的兴起，促进了公众对国家机构和 “官方信息渠道” 日益增长的愤世嫉俗。 因此，客观性的提升构成了使新闻媒体以及整个国家重新合法化的努力。
一些历史学家，如杰拉尔德·巴尔达斯蒂 （Gerald Baldasty），观察到客观性与通过吸引广告商在报纸业务中获利的需要齐头并进。在这项经济分析中，出版商不想冒犯任何潜在的广告客户，因此鼓励新闻编辑和记者努力呈现一期的方方面面。广告商会提醒媒体，党派之争会损害传播，从而损害广告收入——因此，寻求客观性。
其他人则为客观性的兴起提出了一个政治解释;理查德·卡普兰（Richard Kaplan）等学者认为，在媒体可以自由地对新闻事件进行无党派、“公正”的报道之前，政党需要失去对选民忠诚度和政府机构的控制。 这一变化发生在关键的 1896 年大选 和随后的 进步时代 改革之后。
后来，在 第二次世界大战 之后的一段时间里，新正式化的客观性规则和实践导致了短暂的全国共识和负面舆论的暂时停止;然而，在 1960 年代和 1970 年代的内乱时期，对“民主和资本主义的制度”的怀疑和不确定性再次浮出水面，最终导致了对客观性的“批判”的出现。
总之，客观性的起源有三个关键因素。从新闻的政治模式过渡到商业模式需要制作可以跨政治和意识形态领域营销的内容。《每日电讯报》向记者施加压力，要求他们在故事开始时优先考虑最重要的事实，并采用一种简化、同质化和通用的风格，以吸引地域不同的受众。在 20 世纪初，新闻业开始将自己定义为一种专业职业，需要特殊培训、独特技能和根据道德原则进行自我调节。职业化使客观性制度正常化，作为优秀新闻的基础，为记者和编辑/出版商带来好处。
在19世纪的大部分时间里，大多数出版物和新闻都是由一个人撰写的。作家可以表达自己的观点和意见。然而，自19世纪80年代以来，美国人开始对一些科学理论和事实感兴趣，这些理论和事实缩小了作家表达情感的方式。技术的使用带来了更高的生产力和控制力。新闻过程中的新技术已经建立了一种速度话语。随着时间的推移，速度的话语也变得更加强大和更具包容性。报纸的转变产生了一种媒介，需要由许多不同种类的工人组成的相当成熟的团队。记者需要具备一定程度的计算机技术和新媒体技术，这对记者提出了新的要求。

## 批评
一些学者和新闻工作者批评将“客观性”理解为中立或不偏不倚的做法，认为这种观点并未真正追求“真相”，反而对公众构成了误导。 他们还指出，这种所谓的客观性在实践中几乎不可能实现——报纸在选择报道哪些新闻、哪些上头版、引用哪些信息来源时，必然会带有一定立场。
媒体批评家爱德华·S·赫尔曼和诺姆·乔姆斯基提出了一个“宣传模式”的假说，认为这种客观性观念实际上有利于政府观点和大型企业利益的传播。 主流评论者普遍认为“新闻价值”决定了新闻报道的选择，但对于是否迎合受众兴趣而导致报道选择过程变得非客观，仍存在争议。
另一个对“客观性”提出质疑的例子，来自传播学者大卫·明迪奇。他指出，19世纪90年代期间，包括《纽约时报》在内的主要报纸对成千上万名非裔美国人被私刑处死事件的报道就是一例。 当时的新闻报道以一种冷漠的语气描述了这些人被暴民吊死、焚烧、肢解的场面，而新闻撰稿人往往通过“客观性”的操作，试图营造所谓的“虚假平衡”，列出受害者被指控的所谓过错，借此解释暴民的愤怒行为。
明迪奇指出，这种对“客观性”实践的默许和不加质疑的接受， 可能实际上起到了“正常化”私刑行为的作用。
在一个更近的例子中，学者安德鲁·卡尔卡特与菲利普·哈蒙德指出，自1990年代以来，战争报道（尤其如此）越来越倾向于批判和拒绝客观性的实践。 1998年，BBC新闻记者马丁·贝尔表示，他更倾向于一种“带有情感的新闻报道”，而不是此前所追求的冷静客观的方式。 同样，美国CNN的战地记者克里斯蒂安·阿曼普尔也曾指出，在某些情况下，“中立可能意味着你在各种邪恶面前成为帮凶”。这些观点均源于学者和记者对“客观性”的批评，认为它在面对战争与冲突中人性化和情绪化的问题时，显得过于“冷漠”或“法医式”。
如上所述，随着大众媒体的发展，尤其是从19世纪开始，新闻广告成为媒体最重要的收入来源。为了最大化广告收益，媒体需要在不同社区与地区中吸引尽可能广泛的受众。这促成了“作为行业标准的新闻客观性……一套使新闻呈现为‘面面俱到’的规范”。在现代新闻业中，尤其是24小时新闻循环的出现，使得“速度”成为应对突发新闻的关键。因此，记者无法在面对每一则报道时都“从基本原则出发”决定报道方式——因此，一些学者认为，新闻实践越来越多地受制于行业惯例，而非真正致力于追求真理。
记者倾向于报道冲突，因为比起没有冲突的故事，冲突更具吸引力；我们倾向于随大流，因为那样更安全；我们倾向于事件驱动的报道方式，因为那样更容易；我们倾向于沿用现有的叙事框架，因为那样既安全又省力。但最主要的是，我们倾向于抢先报道，无论伤害的是谁的利益。——布伦特·坎宁安，2003年
《哥伦比亚新闻评论》的执行主编布伦特·坎宁安在2003年的一篇文章中指出，对“客观性”的追求实际上为懒惰的报道提供了借口。他认为，“客观性”使我们成为新闻的被动接受者，而非积极的分析者和批判者。
据坎宁安所说，媒体与“客观性”的扭曲关系的核心，在于新闻工作者不得不在一系列相互矛盾的指令中工作：既要中立又要有调查精神；既要保持距离又要产生影响；既要公正又要有锋芒。
然而，坎宁安指出，大多数记者并不是意识形态的斗士，他们只是一些在执行一项对社会至关重要但又极具挑战性的工作的人。他总结道：“尽管我们竭尽所能努力去最小化人的主观性，但这终究是不可能的。”
关于“客观性”的争论同样出现在摄影新闻领域。2011年，意大利摄影师鲁本·萨尔瓦多里通过其项目《幕后新闻摄影》对公众普遍赋予新闻摄影的“客观真实”期望提出了挑战。通过将原本在画面外、通常被隐藏的摄影师也纳入镜头中，萨尔瓦多里旨在引发人们对新闻摄影职业伦理的思考，并强调观众应成为“积极的观看者”，理解并意识到摄影这一媒介潜在的主观性。
围绕对“客观性”的批判，学者朱迪思·利希滕伯格提出了另一种观点。她指出，在学者或记者一方面批评新闻业未能实现“客观性”，另一方面又声称“根本不存在客观性”的时候，这种说法本身存在逻辑上的矛盾。 利希滕伯格将这一出现在20世纪70年代和80年代的双重理论称为对客观性的“复合式攻击”，因为这种批判中的两个要素彼此否定，从而使整个论点失去了效力。
利希滕伯格认同一些学者的看法，即所谓“客观性”在现实中往往只是惯例性的做法，她指出：“在‘客观性’之名下的很多东西，其实是对它的肤浅理解。” 因此，她主张，批评的对象应当是这些被误用或滥用的实践，而不是“客观性”这一概念本身——因为在她看来，客观性的首要目标只是“寻求和追求真理”。
新闻学者和媒体评论人士使用术语“无处的视角”来批评记者试图在报道中采用一种中立且客观的立场，就仿佛是在“没有任何人立场的角度”进行报道。杰伊·罗森指出，这种做法可能会误导观众，使他们误以为记者在冲突议题中持有一种权威性的公正态度。
杰里米·伊格斯引用了前CBS新闻总裁理查德·S·萨兰特的一句话：“我们的记者不是从自己的视角报道，而是从‘没有人’的角度进行呈现。” 对此，伊格斯批评说，这种说法“显然是自相矛盾的，就如同认为可以进行完全不带解释色彩的观察一样”。
罗森批评记者利用“新闻客观性”的表象来掩盖自身立场，从而在受众中赢得并非基于真实透明的信任和权威。他主张，用“透明”来替代“客观性”，才能更正当地赢得受众的信任。
包括罗森和杰克·林奇在内的一些学者，从哲学家托马斯·内格尔1986年的著作《无处的视角》中借用了这个术语。内格尔在书中写道：“一种视角或思维方式之所以比另一种更客观，是因为它更少依赖个体的特质和所处的位置。”
此外，许多新闻媒体评论人士也批判了新闻报道中的“无处视角”：
《国际财经时报》称特朗普的崛起“打破了媒体的大脑”，迫使其重新思考“无处的视角”；
《大西洋月刊》的康纳·弗里德斯多夫反对强迫记者隐藏自己的观点；
WNYC电台节目《On the Media》直言“无处的视角是一个有害的神话”；
还有学者指出，真正的“超然”不等于完全脱离立场，而是一种反思和自省的能力。
作家伊莱亚斯·伊斯奎斯在2014年的《Salon》文章中认为：“无处的视角不仅导致思维懒惰，甚至可能让读者比阅读一个公开带有意识形态立场的媒体时，得到的信息更少，甚至还不如不看。”
2019年，记者刘易斯·雷文·华莱士出版了《来自某处的视角》一书，主张“来自立场的视角”应当取代“无处的视角”。

## 替代观点
有人认为，比起“无处的视角”，一个更恰当的标准应该是公平与准确（例如新闻组织“公平与准确报道”就体现了这一理念）。按照这一标准，记者可以在报道中表明立场，只要所持立场是基于事实的，同时给予相对立场一个公平回应的机会。
许多新闻从业者认为，新闻报道中真正意义上的“客观性”是无法实现的，因此记者应在报道中寻求平衡，即给予各方适当的表达空间，从而实现公正。
“一个对自己所报道主题有深入理解的优秀记者，若不是为了炫耀聪明才智，而是真诚地想深入探究一个值得报道的话题，那么他很可能会形成一些具有洞察力的观点，这些观点也许会在他的报道中体现出来。”
—— 提摩太·诺亚，1999年
布伦特·坎宁安认为，记者应当意识到自己的偏见是不可避免的，这样他们才能识别社会中被普遍接受的叙事，并尽可能地对这些叙事进行质疑和反思。
他指出：“我们需要深入的报道和真正的理解，但我们也需要记者承认他们所不了解的一切，而不是试图用一种态度的光环来掩盖这种不足，或者用过于简化的断言来淹没它。”
为了解决“客观性”的争议，坎宁安提出了以下建议：
记者应谦逊且公开地承认，他们的工作实际上比所谓“客观性”的光环所暗示的更加主观、也更不超然。他认为，这一做法不会终结外界对偏见的指责，但可以让记者从一个更现实、也更不虚伪的立场出发，为自己的工作辩护。
记者应当被鼓励去发展专业能力，并利用这种专业性去梳理相互冲突的说法，揭示并解释这些说法背后的假设前提，同时对受众真正需要了解的事实进行判断与说明。
另一位学者法伊纳（Faina, 2012）也表示，在不断变化的新闻环境中，现代记者或许应该被看作是“意义建构者”。
在新闻实践中，背离传统“客观性”报道的重要例子还包括伊达·塔贝尔和林肯·斯蒂芬斯等人的揭黑报道，
汤姆·沃尔夫发起的新新闻主义，
20世纪60年代的地下媒体，以及公共新闻和公民新闻。
在报道冲突相关的新闻时，和平新闻学也被视为一种替代方式，它试图将社会科学的视角引入新闻领域，尤其是借助如冲突分析、冲突调解、和平研究和社会心理学等学科的理论与方法。
这种以实证研究为基础的报道方式，可能会取代传统新闻中未被承认却广泛存在的“客观性”惯例，从而提供一种更加深入、负责任的新闻实践路径。

## 众筹
近期，许多学者和新闻工作者越来越关注报业行业中发生的变化，以及整个新闻环境在适应21世纪数字时代过程中的剧烈动荡。
在这样的背景下，众筹作为一种新兴的新闻资助模式，正被越来越多的记者用来支持独立或非主流项目的开展， 因此也被视为值得纳入新闻客观性讨论的另一种实践方式。
众筹让记者能够追踪他们个人感兴趣的议题，或者那些因为种种原因而在主流媒体中得不到充分报道的议题。 它为记者提供资金，用于支付新闻采编中所需的器材、电脑、差旅费用，以及团队所需的办公场地或人事支出等基本开销。
众筹的一个核心特点，也是吸引记者采用这一模式的主要原因，就是不依赖企业资助。 这意味着记者在编辑决策上拥有完全的自主权，但同时也面临缺乏稳定财务支持的现实挑战。
根据 Hunter（2014年）的一项研究，参与众筹项目的记者普遍认为，资助者对报道内容并不具有控制权，最终的编辑决定仍然掌握在记者自己手中。
然而，这一表态也受到质疑，因为记者在面对资助者时可能会产生一种责任感或道义上的义务感，从而影响他们的独立性。 Hunter（2014）指出，这种情况可能会在记者与资助者之间造成一种权力失衡——记者希望保有编辑自主权，但项目的成功与否却在很大程度上取决于资助者是否愿意支持。
为应对这种潜在的偏向性，Hunter（2014）提出了一些策略，供记者在希望保持更高客观性时参考使用：
为了在众筹环境中保持更高的客观性，Hunter（2014） 提出了以下几种策略供记者参考：
- 在自己与受众之间建立一个“想象中的防火墙”，以避免被资助者的意愿所左右。
- 限制来自单一来源的投资金额，以防止对报道方向产生过大影响。
- 在项目开始阶段就明确设定与资助者的关系边界，确保角色定位清晰，避免后续干扰。

记者与资助者之间关系的性质，以及由此产生的潜在压力，往往取决于资助者的类型：
- 被动型资助者：仅在众筹平台上完成捐款，不会干涉记者的工作，由记者全权负责内容制作。
- 主动型资助者：会更积极地参与新闻项目的制作过程，例如提供反馈、提出想法，甚至在作品公开发布前获得提前阅读的机会。[39]

参与研究的部分记者坚持认为，即使在众筹背景下，也应维持公正无偏、抽离的“客观”报道风格。 但也有一些记者持不同观点，他们认为具有主观看法的报道与准确的事实呈现并非互相排斥，因此，即使不完全遵循传统“客观性”的标准，记者仍然可以产出高质量、基于事实的报道。
根据 Hunter（2014） 的研究，受众倾向于资助具有特定立场或属于倡导性新闻的项目。
记者通常通过众筹来报道那些大企业不愿意深入挖掘的、有明确观点的新闻议题。
在众筹平台上，记者会向公众说明：自己想要追踪的报道目标；实现该目标所需的资源。
资助者基于记者的陈述决定是否捐款。
其中，被动型资助者最能体现出对“带观点的新闻”的接受度：他们根据记者的计划进行捐助，并不干涉内容制作，而是单纯地支持记者作为个体，希望他们可以自由地完成项目。

## 延伸阅读
- 赫尔曼，爱德华 S. 和乔姆斯基，诺姆。1988. “制造同意：大众媒体的政治经济学”。纽约：万神殿。
- Mindich， David TZ 1998 年。“只是事实：'客观性'如何定义美国新闻业”。纽约：纽约大学出版社。
- . . 2009: 69–81. ISBN 9780203869468. doi:10.4324/9780203869468-9.
- Min, Seong-Jae. . 新闻. 2016 年 7 月, 17 (5): 567–582. S2CID 146953446. doi:10.1177/1464884915571298.